# Always (chanson de Kana Nishino)
Pour les articles homonymes, voir Always.
Singles de Kana Nishino
GO FOR IT!!
(2012) Believe
(2013)
Pistes de Love Collection ~mint~
HAPPY HAPPY
Always est le 19e single de la chanteuse de J-pop Kana Nishino.

## Présentation
Il est sorti sous le label SME Records Inc. le 7 novembre 2012 au Japon. Il sort au format CD. Il atteint la 6e position à l'Oricon. Il se vend à 21 362 exemplaires la première semaine et reste classé 13 semaines pour un total de 39 870 exemplaires vendus. La chanson Always se trouve sur la compilation Love Collection ~mint~.

## Pistes
Toutes les paroles sont écrites par Kana Nishino.
| 1. | Always             | Ryo Nakamura, Yoo Nakamura                                        | Pochi     | 5:18 |
| 2. | Happy Song         | FAST LANE                                                         | FAST LANE | 4:35 |
| 3. | Love you, Miss you | DJ Mass(VIVID Neon*), Hiroshi Yoshida, hiro:n, Kyōko Ōsaka, ENVIE |           | 4:03 |